# Schloßberg 9 (Quedlinburg)

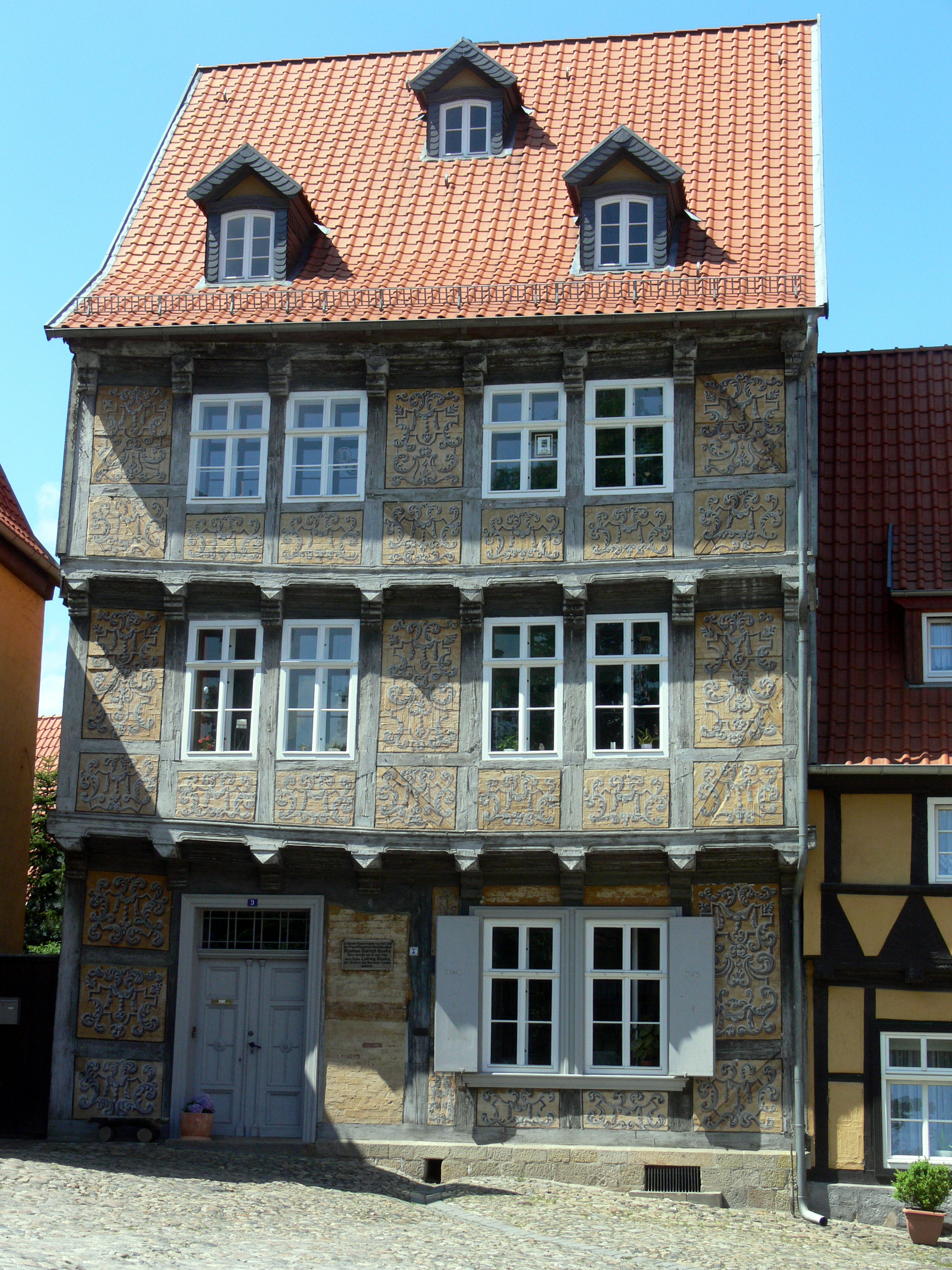
Schloßberg 9

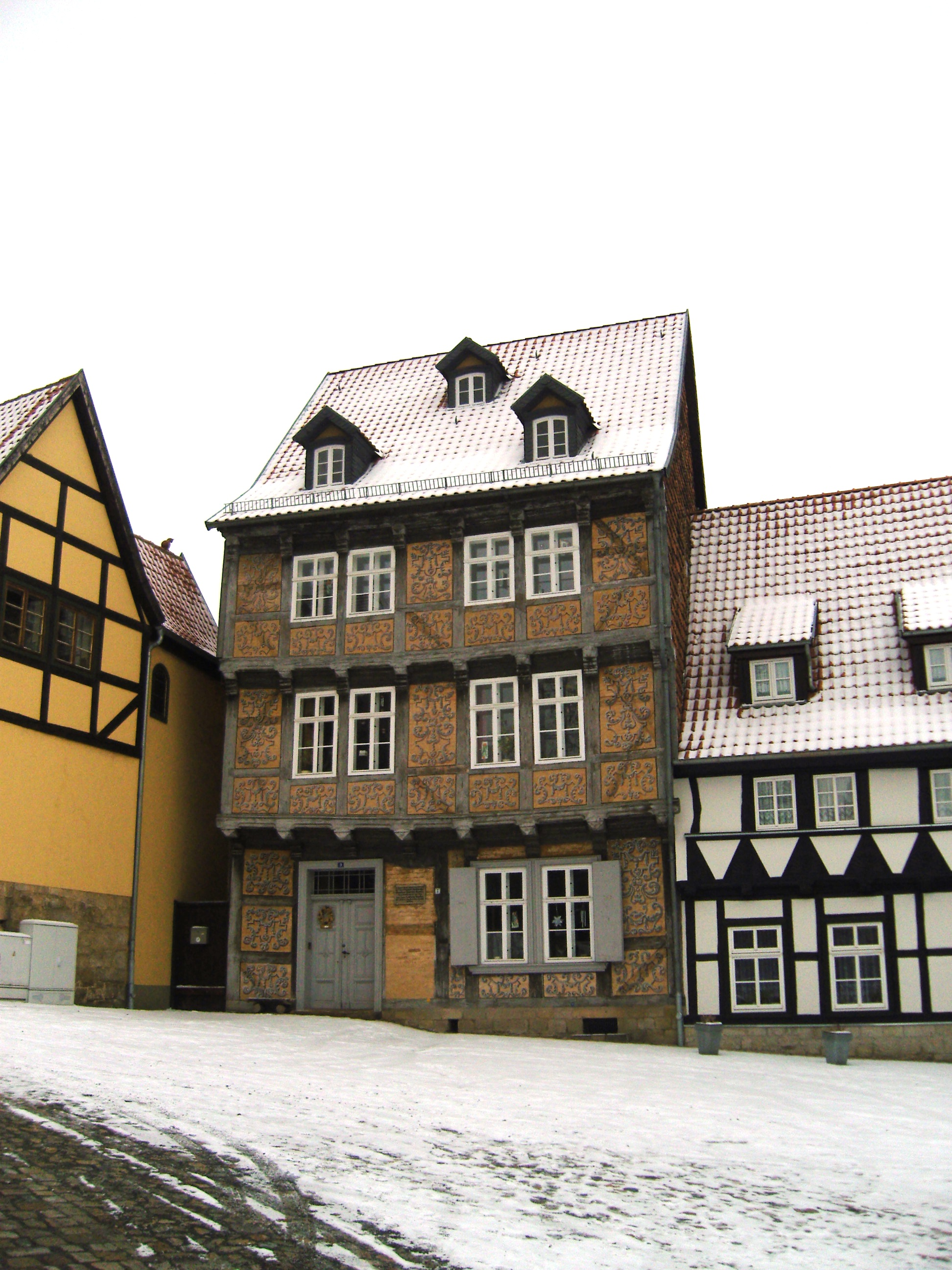
Schloßberg 9 (2013)

Das Haus Schloßberg 9 ist ein denkmalgeschütztes Gebäude in der Stadt Quedlinburg in Sachsen-Anhalt.

## Lage
Es befindet sich am Schloßberg südlich der Quedlinburger Altstadt und gehört zum UNESCO-Weltkulturerbe. Unmittelbar nördlich befindet sich das gleichfalls denkmalgeschützte Haus Schloßberg 10. Das Gebäude wird heute als Pfarrhaus der evangelischen Kirchengemeinde genutzt.

## Architektur und Geschichte
Das dreigeschossige Fachwerkhaus entstand um 1680 mit überkragenden Obergeschossen. Es diente wohl als Haus für die Prediger des Stifts. Die Fassade weist die für die Bauzeit typischen Pyramidenbalkenköpfe auf. An den Schwellen der oberen Stockwerke finden sich Schiffskehlen. Knaggen und Füllhölzer weisen ein Karniesprofil auf. Die Gefache sind mit handgeformten Ziegeln ausgemauert. Sie zeigen die typischen Schmauchspuren des zur Herstellung genutzten Feldbrandofens. Die Fugen sind mit weißem Gipsmörtel verfugt. Der Giebel des Hauses ist unverputzt und zeigt diese historische Ausmauerung der Gefache. Bei dem eingesetzten Holz handelt es sich um Nadelhölzer. Bemerkenswert ist die ungewöhnliche Farbgebung der Fassade mit grauen Holzbalken und der Ausmauerungen mit ocker-gelben Fond sowie grauem und weißem Bandelwerk, welches Motive wie Tuchgehänge, Blattwerk und Zapfen zeigt. Die Malereien werden als Stuckimitationen gewertet. Da schräge Fachwerkbestandteile übermalt wurden, entstanden rechteckige Fassadenfelder. Die Fassadengestaltung geht auf eine Neugestaltung der Fassade in der Zeit des Spätbarock/Rokoko um 1730 zurück. Eine ähnliche Gestaltung ist in Quedlinburg nur an vier anderen Objekten, darunter die Breite Straße 53 und der Stieg 16 bekannt.
Eine Unterkellerung des Hauses besteht nur im vorderen Teil. Der Keller verfügt über ein aus Ziegelsteinen gemauertes Tonnengewölbe, welches parallel zur Straße ausgerichtet ist. Ein kleineres Gewölbe besteht aus einer Sandsteinmauerung. Das Dach des Gebäudes ist als Sparrendach ausgeführt.
In den Jahren von 1754 bis 1760 lebte im Haus der Dichter Nikolaus Dietrich Giseke, ein Freund des Dichters Friedrich Gottlieb Klopstock. Das Klopstockhaus befindet sich in unmittelbarer Nähe. Bereits im 18. Jahrhundert wurden die Fenster des Hauses vergrößert. Die Brüstungsriegel wurden nach unten gesetzt und die Ausfachungen der Brüstungsgefache erneuert. Möglicherweise befand sich vor Umbauarbeiten unterhalb der Fenster ein profiliertes Brüstungshölzer.
Der preußische König Friedrich Wilhelm III. schenkte das Haus nach der Auflösung des Stifts der Kirchengemeinde. Nach der 1803 erfolgten Säkularisation war das Gebäude 1820 Domainenhaus und Wohnhaus des Lehrers David Braunbehrens. Auf dem Grundstück befand sich auch eine Schule. Das quer zum Haupthaus ausgerichtete Schulhaus wurde jedoch bereits im 19. Jahrhundert abgerissen. Bauteile der alten Schule wurden im Zuge einer Sanierung des Haupthauses wieder verwendet. Eine zunächst bestehende große Tordurchfahrt wurde später entfernt, wobei der rechte Torständer erhalten blieb. In der ehemaligen Durchfahrt entstand die noch heute erhaltene zweiflüglige Tür.
Ende des 19. Jahrhunderts befand sich der Schloßberg 9 im Eigentum der Sankt-Servatius-Gemeinde.
Im Jahr 1988 wurden von der Fassade ältere Anstriche entfernt und dabei die ursprüngliche Fassadengestaltung in Form von Arabesken wiederentdeckt. 1992 stellte man Befall mit Weißfäulepilz, Gewöhnlichem Nagekäfer und Hausbock fest. Im Bereich der Dachtraufe wurde Echter Hausschwamm festgestellt. In den 1990er Jahren erfolgte eine Sanierung, wobei auch die Fassade in ihrer ursprünglichen farblichen Gestaltung wieder hergestellt.
Das Haus wird heute als Wohnhaus genutzt. Im Erdgeschoss befinden sich die Diensträume des Pfarrers. Die Innengestaltung geht auf die Umbauten aus dem 19. Jahrhundert zurück.